# Corneliano d'Alba
Corneliano d'Alba là một đô thị tại tỉnh Cuneo trong vùng Piedmont của Italia, vị trí cách khoảng 40 km về phía đông nam của Torino và khoảng 50 km về phía đông bắc của Cuneo. Tại thời điểm ngày 31 tháng 12 năm 2004, đô thị này có dân số 1.979 người và diện tích 10,3 km².
Corneliano d'Alba giáp các đô thị: Alba, Baldissero d'Alba, Guarene, Montaldo Roero, Monticello d'Alba, Piobesi d'Alba, Sommariva Perno và Vezza d'Alba.